# Druid

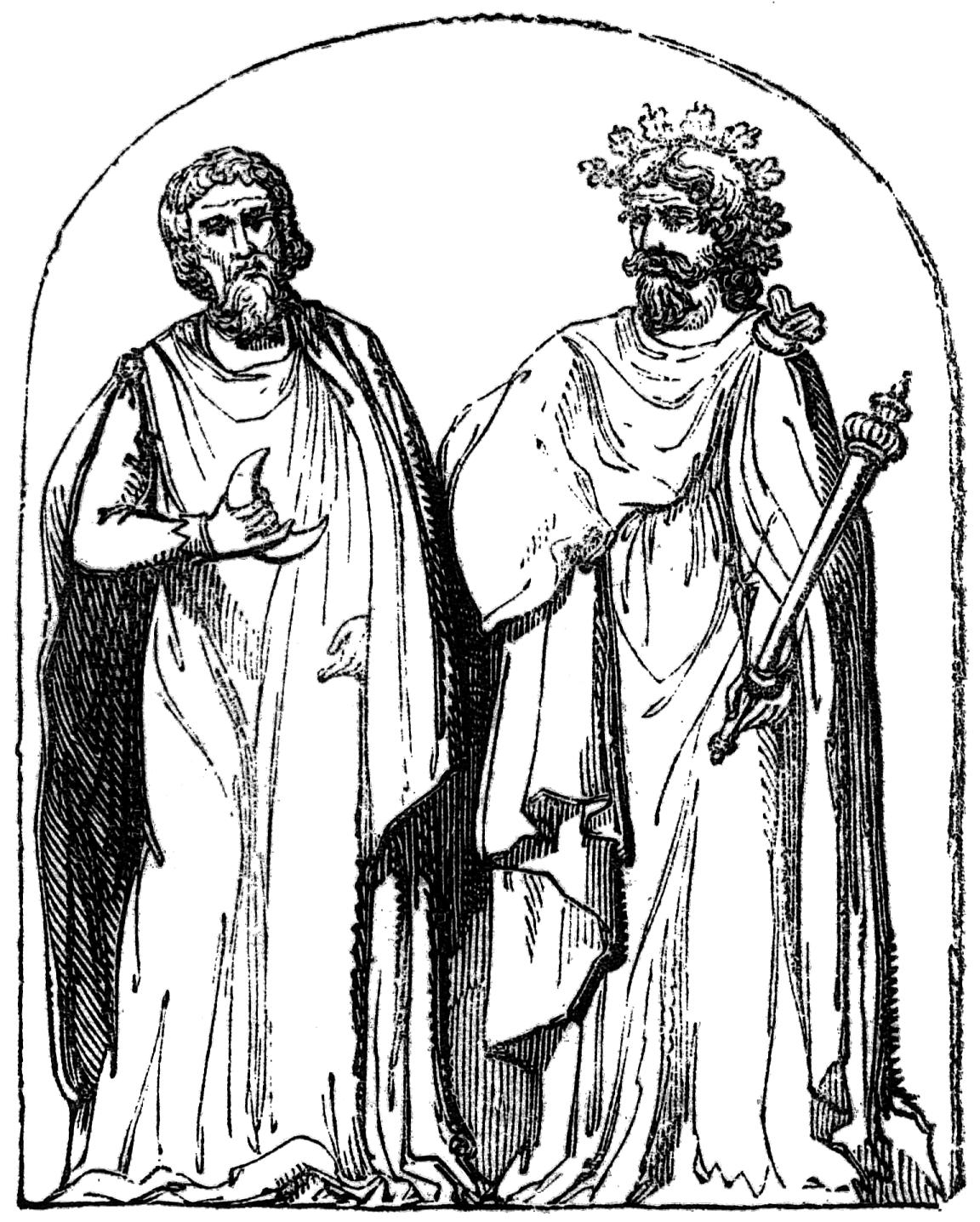
Doi druizi, gravură din secolul al XIX-lea bazată pe o ilustrație din 1719 a lui Bernard de Montfaucon, care spunea că reproduce un basorelief găsit la Autun, în Burgundia.

Un druid era un membru de rang înalt al clasei preoților în culturile celtice antice. Druizii erau lideri religioși, precum și autorități juridice, arbitri, păstrători ai tradiției, profesioniști medicali și consilieri politici. Druizii nu au lăsat însemnări scrise. Deși se știe că cunoșteau scrierea, se crede că doctrina lor le interzicea să-și consemneze cunoștințele în scris. Credințele și practicile lor sunt atestate în detaliu de contemporanii lor din alte culturi, precum romanii și grecii.
Cele mai vechi referințe cunoscute la druizi datează din secolul al IV-lea î.Hr. Cea mai veche descriere detaliată provine din Commentarii de Bello Gallico a lui Iulius Caesar (anii 50 î.C.). Au fost descriși de alți scriitori romani precum Cicero, Tacitus și Pliniu cel Bătrân. După cucerirea romană a Galiei, ordinele druidilor au fost suprimate de autoritățile romane în timpul împăraților Tiberius și Claudius și au dispărut din documentele scrise până în secolul al II-lea.
În jurul anului 750 d.Hr., cuvântul druid apare într-o poezie a lui Blathmac, care a scris despre Isus, spunând că el era „mai bun decât un profet, mai priceput decât orice druid, un rege care a fost un episcop și un înțelept complet”. Druizii apar în unele dintre poveștile medievale din Irlanda creștinizată, cum ar fi „Táin Bó Cúailnge”, unde sunt în mare parte portretizați ca vrăjitori care s-au opus venirii creștinismului. În cadrul renașterii celtice din secolele al XVIII-lea și al XIX-lea, au fost înființate grupuri neopăgâne pe baza ideilor despre vechii druizi, o mișcare cunoscută cu numele de neo-druidism. Multe concepții populare despre druizi, bazate pe vederile greșite ale savanților din secolul al XVIII-lea, au fost în mare măsură dezmințite de studii mai recente.

## Etimologie
Cuvântul românesc druid derivă din latină druidēs (plural), care a fost considerat de scriitorii romani antici ca provenind din cuvântul galic pentru aceste persoane. Alte texte romane folosesc forma druidae, în timp ce același termen a fost folosit de etnografii greci ca δρυΐδης (druidēs). Deși nu se cunoaște nicio inscripție romano-celtică existentă care să-l conțină, cuvântul este înrudit cu cuvintele celtice insulare de mai târziu, de exemplu, irlandeză veche druí 'druid, vrăjitor', veche cornică druw, galeză medie dryw ' văzător'; pănțăruș'. Pe baza tuturor formelor disponibile, cuvântul ipotetic proto-celtic poate fi reconstruit ca *dru-wid-s (pl. *druwides) însemnând „cunoscător de stejar”. Cele două elemente se trag din rădăcinile proto-indo-europene *deru- și *weid- „a vedea”. Sensul de „cunoscător de stejar” sau „văzător de stejar” este susținut de Pliniu cel Bătrân, care, în Istoria naturală, considera că cuvântul conține substantivul grecesc drýs (δρύς), „stejar” și sufixul grecesc -idēs (-ιδης). Cuvântul britanic pentru stejar este/era derw. Atât Druí din irlandeza veche, cât și dryw din galeza medie s-ar putea referi la pănțăruș, posibil legat de o asociere a acelei păsări în tradiția irlandeză și galeză cu prezicerile (vezi și Wren Day).

## Practici și doctrine
Sursele antice și medievale oferă o idee despre îndatoririle religioase și despre rolurile sociale legate de calitatea de a fi druid.

### Rolul social și formarea

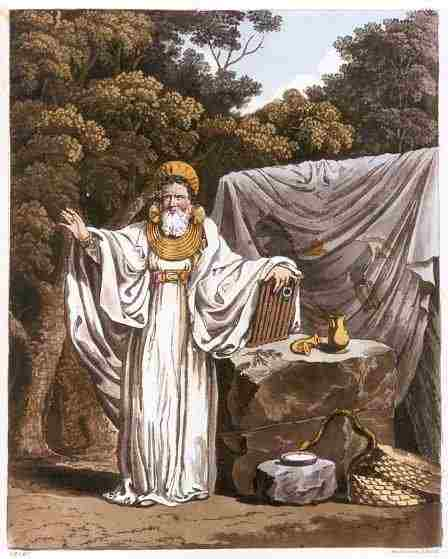
Ilustrație imaginativă a „unui arhi-druid în veșmântul lui judiciar”, din The Costume of the Original Inhabitants of the British Islands de S. R. Meyrick și C. H. Smith (1815); gulerul de aur copie exemple din epoca bronzului irlandez

Sursele greco-romane și irlandeze sunt de acord că druizii au jucat un rol important în societatea celtică păgână. În descrierea sa, Iulius Caesar spune că ei erau unul dintre cele mai importante două grupuri sociale din regiune (alături de equites sau nobili) și erau responsabili pentru organizarea cultului și sacrificiilor, divinațiilor și procedurilor judiciare în societatea galică, britanică și irlandeză. El a scris că ei erau scutiți de serviciul militar și de plata taxelor și aveau puterea de a-i opri pe oameni de la festivalurile religioase, făcându-i proscriși sociali. Alți doi scriitori clasici, Diodor Siculus și Strabon, au scris despre rolul druizilor în societatea galică, afirmând că druizilor li se arăta atâta respect, încât dacă s-ar interpune între două armate ar putea opri bătălia.
Diodor scrie despre druizi că ei erau „filozofi” și „oameni învățați în treburile religioase” care sunt onorați. Strabon menționează că domeniul lor era atât filozofia naturală, cât și filosofia morală. În timp ce Ammianus Marcellinus îi consideră drept investigatori ai „subiectelor obscure și profunde”.
Pomponius Mela a fost primul autor care a scris că educația druizilor era secretă și avea loc în peșteri și păduri. Cicero spunea că cunoștea un druid galic care „pretindea că are acea cunoaștere a naturii pe care grecii o numesc fiziologie și obișnuia să facă predicții, uneori prin auguriu și alteori prin presupuneri”.
Tradiția druidică consta dintr-un număr mare de versete învățate pe de rost, și Cezar a remarcat că ar putea dura până la douăzeci de ani pentru a finaliza cursul de studiu. Cu privire la ceea ce învățau druizii-novici există doar presupuneri: din literatura orală a druizilor nu se cunoaște să fi supraviețuit măcar în traducere un verset cu adevărat vechi. Toată instrucția era orală, dar în viața de toate zilele, relatează Cezar, galii aveau o scriere în care foloseau litere grecești. Această afirmație probabil se bazează pe scriitori anteriori; pe vremea lui Cezar inscripțiile galilor trecuseră de la scrierea greacă la grafia latină.
Caesar credea că această practică de transmitere orală a cunoștințelor și de opoziție față de consemnarea ideilor în scris avea o motivație dublă: dorința de a împiedica accesul la cunoștințele druidice și îmbunătățirea facultăților de memorare ale druizilor.

### Sacrificiile

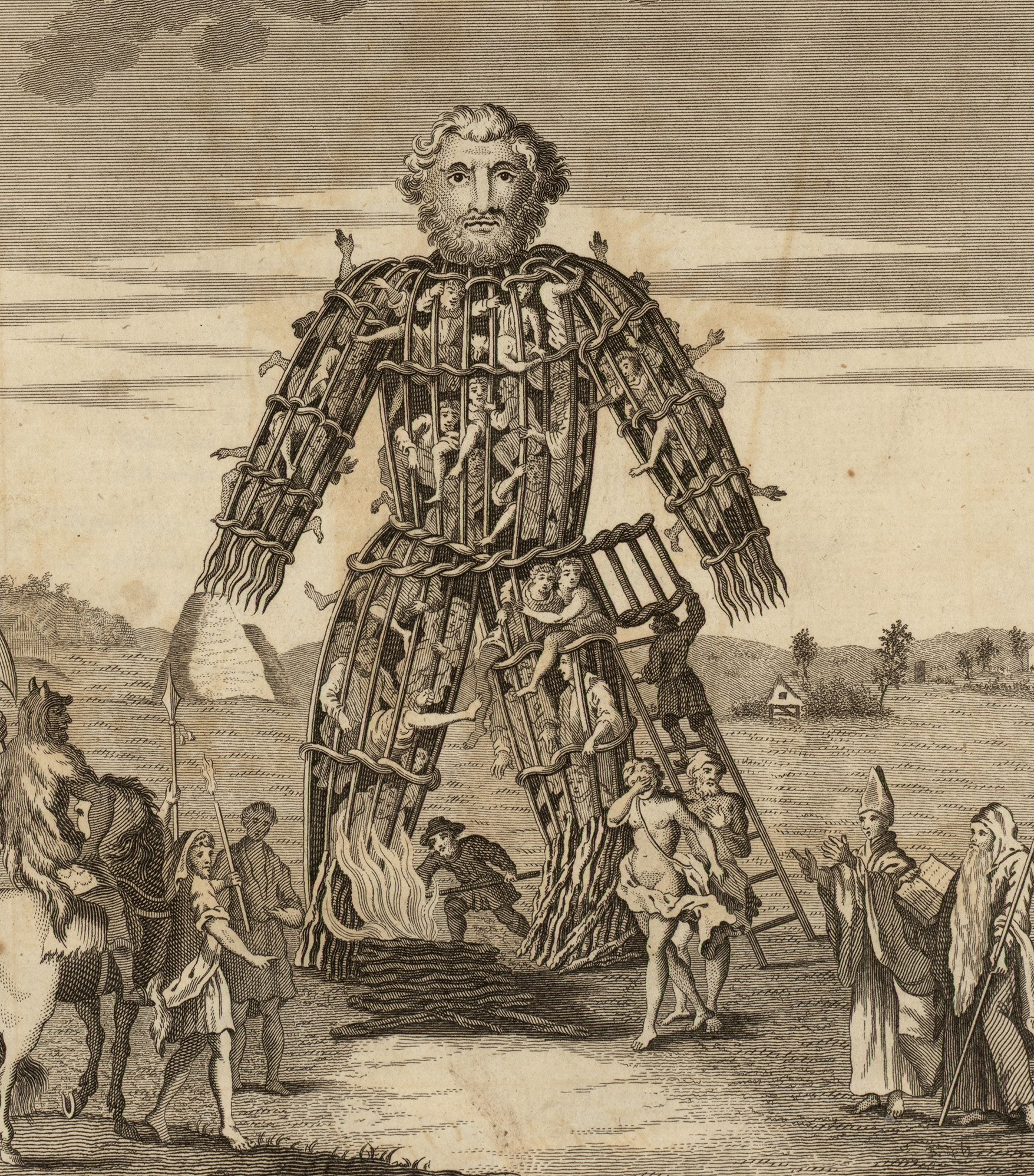
O ilustrație din secolul al XVIII-lea a unui Om de Răchită, forma de execuție pe care, după Cezar, druizii o foloseau pentru sacrificii umane. Din ediția lui Tonson, Draper și Dodsley a Comentariilor lui Cezar traduse de William Duncan, publicată în 1753.

Scriitorii greci și romani au făcut adesea referire la druizi ca practicanți ai sacrificiului uman. Cezar spune că cei care erau găsiți vinovați de furt sau alte infracțiuni erau considerați preferați ca victime de sacrificiu, dar atunci când criminalii erau puțini, și cei nevinovați puteau fi acceptați. O formă de sacrificiu menționată de Cezar era arderea de vii a victimelor într-o efigie mare din lemn, numită acum adesea om de răchită. O relatare diferită provine din Commenta Bernensia din secolul al X-lea, care a afirmat că sacrificiile aduse zeităților Teutates, Esus și Taranis erau prin înec, spânzurare și respectiv ardere (vezi moartea triplă).
Diodorus Siculus afirmă că la un sacrificiu acceptabil pentru zeii celtici trebuia să participe un druid, deoarece ei erau intermediarii între oameni și divinități. El a remarcat și importanța pentru ritualul druidic a profeților care ar fi putut citi viitorul din convulsiile victimei.
Dovezile arheologice din vestul Europei au fost folosite pe larg pentru a susține opinia conform căreia celții din epoca fierului practicau sacrificiul uman. Morminte comune găsite într-un context ritual care datează din această perioadă au fost dezgropate în Galia, atât la Gournay-sur-Aronde, cât și la Ribemont-sur-Ancre, în regiunea șeferiei belgilor. Excavatorul acestor situri, Jean-Louis Brunaux, le-a interpretat ca locuri unde se sacrificau oameni unui zeu al războiului, deși acest punct de vedere a fost criticat de un alt arheolog, Martin Brown, care credea că acestea nu ar fi sacrificii, ci rămășițe ale războinicilor respectați îngropați în sanctuar. Unii istorici s-au întrebat dacă scriitorii greco-romani au fost corecti în afirmațiile lor. J. Rives a remarcat că era „ambiguu” dacă druizii au făcut vreodată astfel de sacrificii, deoarece romanii și grecii erau cunoscuți că proiectau ceea ce ei considerau ca trăsături barbare asupra popoarelor străine, inclusiv nu numai druizii, ci și evreii și creștinii, confirmându-și astfel pentru sine propria „superioritate culturală”.
Nora Chadwick, expertă în literatura medievală galeză și irlandeză, care îi considera pe druizi mari filozofi, a susținut, de asemenea, ideea că ei nu erau implicați în sacrificii umane și că astfel de acuzații erau propagandă romană imperialistă.

### Filozofie
Alexander Cornelius Polyhistor s-a referit la druizi ca fiind filozofi și a numit „pitagoreică” doctrina lor despre nemurirea sufletului și reîncarnarea sau metempsihoza.
Cezar a făcut observații similare:
„În ceea ce privește cursul propriu-zis al studiilor lor, principalul obiectiv al oricărei educații este, în opinia lor, de a le insufla învățaților lor o credință fermă în indestructibilitatea sufletului uman, care, conform credinței lor, trece pur și simplu după moarte dintr-o locuință în alta; pentru că numai printr-o astfel de doctrină, spun ei, care privează moartea de toate spaimele sale, poate fi dezvoltată cea mai înaltă formă de curaj uman. În subsidiar față de învățăturile acestui principiu principal, ei țin diverse prelegeri și discuții despre stele și mișcarea lor, despre întinderea și distribuția geografică a pământului, despre diferitele ramuri ale filozofiei naturale și despre multe probleme legate de religie.”—Julius Caesar, De Bello Gallico, VI, 14
Diodor Siculus, scriind în 36 î.Hr., a descris modul în care druizii au urmat „doctrina pitagoreică”, că sufletele umane „sunt nemuritoare și, după un anumit număr de ani, încep o nouă viață într-un corp nou”. În 1928 folcloristul Donald A. Mackenzie a speculat că misionarii budiști au fost trimiși de regele indian Ashoka. Cezar a remarcat doctrina druidică conform căreia strămoșul inițial al tribului era zeul pe care l-a numit Dispater, „Tatăl Dis”.
Diogene Laerțiu, în secolul al III-lea d.Hr., a scris că „Druizii își fac declarațiile prin intermediul ghicitorilor și a spuselor întunecate, învățând că zeii trebuie adorați și că nu trebuie făcut rău și că trebuie avut un comportament bărbătesc”.

## Druizi în mitologie
Druizii joacă un rol proeminent în folclorul irlandez, slujind în general lorzilor și regilor ca preoți-consilieri de rang înalt, cu darul profeției și alte abilități mistice – cel mai bun exemplu al acestora ar fi probabil Cathbad. Druidul principal de la curtea regelui Conchobar mac Nessa al Ulsterului, Cathbad apare în mai multe povești, dintre care majoritatea detaliază capacitatea sa de a prevesti viitorul. În povestea lui Deirdre of the Sorrows – cea mai importantă eroină tragică a ciclului Ulster – druidul a profețit în fața curții lui Conchobar că Deirdre va crește o fată foarte frumoasă și că regii și domnii se vor război pentru ea, mult sânge va fi vărsat din cauza ei și cei mai mari trei războinici ai Ulsterului vor fi forțați în exil de dragul ei. Această profeție, ignorată de rege, s-a împlinit.
Cel mai mare dintre acești druizi mitologici a fost Amergin Glúingel, un bard și judecător al milesienilor prezentați în Ciclul mitologic. Milesienii căutau să-i învingă pe Tuatha Dé Danann și să câștige țara Irlandei, dar, pe măsură ce se apropiau, druizi ai Tuatha Dé Danann au ridicat o furtună magică pentru a împiedica navele lor să ajungă la țărm. Atunci Amergin a chemat însuși spiritul Irlandei, scandând o incantație puternică care a ajuns să fie cunoscută sub numele de Cântecul lui Amergin și, în cele din urmă (după ce a ajuns cu succes la pământ), a ajutat și împărțind pământul între frații săi regali după cucerirea Irlandei, câștigând titlul de Marele Ollam (Druid) al Irlandei.
Alți druizi mitologici au fost Tadg mac Nuadat din Ciclul Fenian și Mug Ruith, un puternic druid orb din Munster.

## Istoria recepției

### Interzicerea și declinul sub stăpânirea romană
În războaiele galice din 58–51 î.Hr., armata romană, condusă de Iulius Cezar, a cucerit numeroasele șeferii tribale din Galia și a anexat-o ca parte a Republicii Romane. Conform relatărilor realizate în secolele următoare, noii stăpâni ai Galiei au luat ulterior măsuri pentru a elimina druizii din acea țară. Potrivit lui Pliniu cel Bătrân, scriind în anii '70 d.Hr., împăratul Tiberiu (domnia în perioada 14–37 d.Hr.) a fost cel care a introdus legi care interziceau nu numai practicile druide, dar și alți ghicitori și vindecători autohtoni, o mișcare pe care Pliniu a salutat-o, crezând că va pune capăt sacrificiilor umane în Galia. O relatare oarecum diferită a atacurilor legale romane asupra druizilor a fost făcută de Suetonius, scriind în secolul al II-lea d.Hr., când a afirmat că primul împărat al Romei, Augustus (domnia între 27 î.Hr. –14 d.Hr.), decretase că nimeni nu poate fi în același timp și druid, și cetățean roman, și că aceasta a fost urmată de o lege adoptată mai târziu împăratul Claudius (domnia în 41-54 d.Hr.) care „i-a suprimat complet” pe druizi prin interzicerea practicilor lor religioase.

### Posibilă supraviețuire târzie a ordinelor druizilor insulari
Cea mai bună dovadă a unei tradiții druidice în Insulele Britanice este supraviețuirea cuvântului celtic *druwid- în limbile celtice insulare: cuvântul irlandez vechi druídecht are sensul de „magie”, iar galezul dryw cu sensul de „clarvăzător”.
În timp ce druizii ca castă preoțească au dispărut odată cu creștinizarea Țării Galilor, finalizată cel târziu până în secolul al VII-lea, funcțiile de bard și de „văzător” (galeză dryw) au persistat în Țara Galilor medievală până în secolul al XIII-lea.